# Paj-šan
Paj-šan (čínsky pchin-jinem Báishān, znaky 白山) je městská prefektura v provincii Ťi-lin v Čínské lidové republice. Jméno prefektury doslova znamená „Bílá hora“ a vztahuje se k hoře Pektusan. V prefektuře roku 2020 žil téměř milion obyvatel na 17 416 km².

## Poloha
Paj-šan leží na jihovýchodě Ťi-linu a hraničí na západě s prefekturou Tchung-chua, na severu s prefekturou Ťi-lin, na jihu (řekou Ja-lu) se Severní Koreou a na východě s prefekturou Jen-pien.

## Administrativní členění
Městská prefektura Paj-šan se člení na šest celků okresní úrovně, a sice dva městské obvody, jeden městský okres, dva okresy a jeden autonomní okres.
| Chun-ťiang Ťiang-jüan městský okres · Lin-ťiang okres · Fu-sung okres · Ťing-jü autonomní okres · Čchang-paj |                  |                       |                    |                                  |
| Název | Název            | Počet obyvatel (2020) | Rozloha km² (2020) | Hustota zalidnění (obyv. na km²) |
| český přepis                                                                                                 | znaky            | Počet obyvatel (2020) | Rozloha km² (2020) | Hustota zalidnění (obyv. na km²) |
| Městské obvody                                                                                               |                  |                       |                    |                                  |
| Chun-ťiang                                                                                                   | 浑江区           | 307 982               | 1 356              | 227                              |
| Ťiang-jüan                                                                                                   | 江源区           | 138 272               | 1 347              | 103                              |
| Městský okres                                                                                                |                  |                       |                    |                                  |
| Lin-ťiang | 临江市           | 121 616               | 2 985              | 41                               |
| Okresy |                  |                       |                    |                                  |
| Fu-sung | 抚松县           | 233 759               | 6 156              | 38                               |
| Ťing-jü | 靖宇县           | 108 478               | 3 085              | 35                               |
| Autonomní okres                                                                                              |                  |                       |                    |                                  |
| Čchang-paj (korejský)                                                                                        | 长白朝鲜族自治县 | 58 266                | 2 487              | 23                               |
| |                  |                       |                    |                                  |
| Celkem | Celkem           | 968 373               | 17 416             | 56                               |